# Harold Becker
Harold Becker (ur. 25 września 1928 w Nowym Jorku) – amerykański reżyser i producent filmowy.

## Filmografia
- The Ragman’s Daughter (1972), także produkcja
- Cebulowe pole (1979)
- Czarny marmur (1980)
- Szkoła kadetów (1981)
- Zwariowałem dla ciebie (1985)
- Wielkie miasto (1987)
- Zastrzyk energii (1988; lub inny tytuł Sposób na sukces)
- Morze miłości (1989)
- Pełnia zła (1993), także produkcja
- Ludzie miasta (1996), także produkcja
- Kod Merkury (1998)
- Teren prywatny (2001), także produkcja
- Rififi